# Recouvrance
Recouvrance is een gemeente in het Franse departement Territoire de Belfort (regio Bourgogne-Franche-Comté) en telt 71 inwoners (2009). De plaats maakt deel uit van het arrondissement Belfort. In het Elzassisch of het Duits heette de plaats vroeger Ruggenfrans.

## Geografie
De oppervlakte van Recouvrance bedraagt 1,5 km², de bevolkingsdichtheid is dus 47,3 inwoners per km².
De onderstaande kaart toont de ligging van Recouvrance met de belangrijkste infrastructuur en aangrenzende gemeenten.

## Demografie
Onderstaande figuur toont het verloop van het inwonertal (bron: INSEE-tellingen).